# حسین شهرکی
حسین شهرکی، روستایی از توابع بخش سیب و سوران شهرستان سراوان در استان سیستان و بلوچستان ایران است.

## جمعیت
این روستا در دهستان سیب و سوران قرار دارد و براساس سرشماری مرکز آمار ایران در سال ۱۳۸۵، جمعیت آن ۱۸۴ نفر (۴۷خانوار) بوده‌است.